# Darren Elias
Darren Elias (* 18. November 1986 in Boston, Massachusetts) ist ein professioneller US-amerikanischer Pokerspieler.
Elias hat sich mit Poker bei Live-Turnieren mehr als 12,5 Millionen US-Dollar erspielt. Er gewann viermal das Main Event der World Poker Tour und ist damit Rekordtitelträger.

## Kindheit und Ausbildung
Elias zog in seiner Kindheit oft um, da sein Vater Bill an den verschiedensten Orten als College-Football-Trainer arbeitete. Aufgrund mangelnder Körpergröße spielte Elias kein American Football, sondern konzentrierte sich auf Schwimmen und Wasserball. Dadurch verdiente er sich ein Stipendium der kalifornischen University of Redlands. Dort studierte er Mathematik und Physik. Anschließend begann er ein Studium in Quantenphysik, das er aber aufgrund seiner Pokerreisen nicht meistern konnte. Daher wechselte er den Studiengang zu Kreatives Schreiben, was er 2008 abschloss. Elias ist verheiratet und lebt in Cherry Hill im US-Bundesstaat New Jersey.

## Pokerkarriere

### Werdegang
Elias kam im Jahr 2003 in Folge des Moneymaker-Booms zum Poker. Er spielt seit Juli 2006 online unter dem Nickname darrenelias auf PokerStars, Full Tilt Poker sowie partypoker und hat bei Turnieren mehr als 8 Millionen US-Dollar gewonnen. Da es ihm verboten ist, von seinem Wohnort aus auf den Plattformen zu spielen, ist er mittlerweile bei den Ablegern PokerStars NJ und partypoker NJ als oldmoneyD und kinginthenorth zu finden. Darüber hinaus spielt er auf GGPoker unter seinem echten Namen.
Seine erste Geldplatzierung bei einem Live-Turnier erzielte Elias im Januar 2008 bei der Aussie Millions Poker Championship in Melbourne. Im Juni 2009 war er erstmals bei der World Series of Poker im Rio All-Suite Hotel and Casino am Las Vegas Strip erfolgreich und kam bei einem Turnier der Variante No Limit Hold’em ins Geld. Mitte Juli 2010 erreichte er beim Main Event der Venetian Deep Stack Extravaganza den Finaltisch und beendete das Turnier auf dem zweiten Platz für knapp 200.000 US-Dollar Preisgeld. Ende Februar 2011 wurde der Amerikaner bei einem High-Roller-Event in Los Angeles ebenfalls Zweiter und erhielt dafür rund 150.000 US-Dollar. Mitte September 2011 erreichte er erstmals den Finaltisch beim Main Event der World Poker Tour (WPT) und belegte in Atlantic City den fünften Platz für 230.000 US-Dollar. Anfang Mai 2012 saß Elias erneut am Finaltisch des WPT-Main-Events und landete in Orange Park auf dem dritten Platz für knapp 150.000 US-Dollar. Im Spätjahr 2014 gewann er zweimal in Folge das Main Event der WPT. Mitte September 2014 setzte er sich bei den WPT Borgata Open gegen 1225 andere Spieler durch und sicherte sich eine Siegprämie von knapp 850.000 US-Dollar. Anfang November 2014 siegte der Amerikaner auch auf Sint Maarten und erhielt dafür weitere 130.000 US-Dollar. Anfang August 2015 wurde er Dritter beim WPT-Main-Event in Durant für mehr als 300.000 US-Dollar Preisgeld. Ebenfalls den dritten Platz belegte Elias beim Deep Stack Extravaganza Ende Juni 2016, was ihm knapp 300.000 US-Dollar einbrachte. Von April bis November 2016 spielte er als Teil der Sao Paulo Mets in der Global Poker League und kam mit seinem Team bis in die Playoffs. Ende Februar 2017 gewann er das Main Event der World Poker Tour im kanadischen Niagara Falls. Dafür schlug er ein Feld von 488 anderen Teilnehmern und erhielt knapp 330.000 US-Dollar Siegprämie sowie als fünfter Spieler seinen dritten WPT-Titel. Ende Mai 2018 sicherte sich der Amerikaner seinen vierten Titel beim WPT-Main-Event und gewann das Bobby Baldwin Classic im Aria Resort & Casino am Las Vegas Strip mit einer Siegprämie von knapp 400.000 US-Dollar. Mit vier Titeln ist er seitdem alleiniger WPT-Rekordsieger. Im März 2019 saß Elias erneut am Finaltisch eines WPT-Main-Events und wurde in Los Angeles Dritter für mehr als 470.000 US-Dollar. Im Seminole Hard Rock Hotel & Casino in Hollywood, Florida, belegte er im August 2021 den zweiten Platz beim Big 4 High Roller und sicherte sich aufgrund eines Deals mit Joe McKeehen ein Preisgeld von knapp 540.000 US-Dollar. Beim Seminole Hard Rock Poker Showdown Championship erreichte Elias im April 2022 erneut den Finaltisch des WPT-Main-Events und beendete es auf dem mit 660.000 US-Dollar dotierten zweiten Rang, womit er die Marke von 10 Millionen US-Dollar an kumulierten Turnierpreisgeldern durchbrach. Ende März 2023 gewann er das siebte Turnier der US Poker Open im Aria Resort & Casino mit einer Siegprämie von über 310.000 US-Dollar. Bei der mittlerweile im Horseshoe Las Vegas und Paris Las Vegas ausgespielten WSOP 2023 belegte der Amerikaner beim 25.000 US-Dollar teuren High Roller den dritten Platz und erhielt rund 725.000 US-Dollar. Bei den Poker Masters im Aria entschied er Mitte September 2023 das zweite Event mit einer Siegprämie von 223.100 US-Dollar für sich.

### Preisgeldübersicht
| Jahr   | Preisgeld (in $) | Turniersiege |
| ------ | ---------------- | ------------ |
| 2008   | 71.006           | 0            |
| 2009   | 4.117            | 0            |
| 2010   | 275.225          | 0            |
| 2011   | 752.197          | 2            |
| 2012   | 268.887          | 1            |
| 2013   | 167.639          | 0            |
| 2014   | 1.317.085        | 2            |
| 2015   | 486.083          | 0            |
| 2016   | 789.843          | 1            |
| 2017   | 1.237.691        | 2            |
| 2018   | 1.016.123        | 1            |
| 2019   | 1.120.631        | 1            |
| 2020   | 248.982          | 2            |
| 2021   | 1.310.568        | 1            |
| 2022   | 1.705.686        | 0            |
| 2023   | 1.740.025        | 2            |
| gesamt | 12.511.788       | 15           |